# 須衛村
須衛村（すえむら）は、岐阜県稲葉郡にあった村である。
現在の各務原市各務地区北部の須衛町とその字の地域。旧・各務郡と武儀郡の境の標高300m前後の急峻な山（現在通称・各務原アルプス）の南に位置し、山間部の村であった。
地名は、この地域が古墳時代から鎌倉時代にかけての焼き物の産地であったことに由来し、須恵器の窯跡（天狗谷遺跡）が存在する。

## 歴史
- 江戸時代、この地域は天領であった。
- 1889年（明治22年）4月1日 - 町村制により成立。
- 1897年（明治30年）4月1日[2] - 各務郡、厚見郡、方県郡（一部）が合併し、稲葉郡となる。
- 1897年（明治30年）4月1日 - 各務村と合併し、改めて各務村が発足。同日須衛村廃止。

## 学校
- 須衛簡易小学校

合併により各務尋常小学校（現・各務原市立各務小学校）須衛分教場。1898年廃止。